# Zeekarper
De zeekarper (Spondyliosoma cantharus) is een vis uit de familie Sparidae (Zeebrasems) en de orde van de baarsachtigen (Perciformes). Het is dus beslist geen verwant van de karper, die behoort tot een geheel andere orde: de karperachtigen (cypriniformes). De zeekarper wordt ook wel grijze dorade (Frans: dorade grise) genoemd.

## Beschrijving
Deze vis komt voor aan de oostelijke kusten van de Atlantische Oceaan van Scandinavië tot Noord-Namibië. De vis heeft één lange rugvin die bestaat uit elf stekels en elf tot dertien vinstralen. De aarsvin heeft drie stekels en negen tot elf vinstralen. Deze vis is gemiddeld 30 cm lang en kan 60 cm worden. Deze vissen leven (vaak in scholen) bij met wier begroeide rotskusten op een diepte tussen 5 en 300 meter onder het wateroppervlak. Daar foerageren ze op de algen en macrofauna en visjes die daarin leven. In de zuidelijke Noordzee aan de kusten van de Lage Landen is de zeekarper een 's zomers sporadisch voorkomende dwaalgast.